# Keith Rowley (Radsportler)
Keith Rowley (* 15. Februar 1919; † 1982 in Sale) war ein australischer Radrennfahrer.
Keith Rowley wurde 1950 Australischer Meister im Straßenrennen. Zuvor hatte er bereits die Meisterschaft über 150 Meilen gewonnen. Zwei Jahre später gewann er die erste Austragung der Herald Sun Tour, vor seinem Bruder Max, der bei der Meisterschaft 1950 Dritter geworden war. Die Brüder galten Ende der 1940er und zu Beginn der 1950er Jahre als die dominierenden australischen Rennfahrer auf Bahn und Straße.
Rowley war von Beruf Schäfer und stammte aus Maffra.